# Saint-Clément-les-Places
Saint-Clément-les-Places är en kommun i departementet Rhône i regionen Auvergne-Rhône-Alpes i östra Frankrike. Kommunen ligger i kantonen Saint-Laurent-de-Chamousset som tillhör arrondissementet Lyon. År 2022 hade Saint-Clément-les-Places 669 invånare.

## Befolkningsutveckling
Antalet invånare i kommunen Saint-Clément-les-Places
| Referens: INSEE |